# Tellina tabogensis
Tellina tabogensis är en musselart som beskrevs av Salisbury 1934. Tellina tabogensis ingår i släktet Tellina och familjen Tellinidae. Inga underarter finns listade i Catalogue of Life.